# Старосельский, Борис Яковлевич
Борис Яковлевич Старосельский (29 октября 1926, Киев, Украинская ССР — 24 февраля 2017, Ростов-на-Дону, Российская Федерация) — советский и российский общественный деятель города Ростова-на-Дону, Почётный гражданин города Ростова-на-Дону (1999).

## Биография
Трудовой путь начал во время Великой Отечественной войны ещё подростком, работая токарем на заводе тяжелого машиностроения в городе Алма-Ате.
В 1944 году добровольцем ушел в армию. По направлению командования воинской части был направлен в Ташкентское военное танковое училище, где и встретил день Победы. В 1947 году окончил его с отличием.
Во время прохождения военной службы окончил Военную академию имени М. В. Фрунзе и Московский государственный университет. Прослужил в Вооруженных Силах СССР 33 года. С должности заместителя командующего войсками Северо-Кавказского военного округа по боевой подготовке вышел в отставку в воинском звании  полковника.
С 1992 по февраль 2017 года — председатель Ростовского-на-Дону Совета ветеранов  (пенсионеров) войны, труда, Вооружённых Сил и правоохранительных органов. Под его руководством ветеранское движение стало одним из самых авторитетных, а Совет ветеранов — самой крупной общественной организацией города. В 2008 году благодаря его инициативе  г. Ростову-на-Дону было присвоено почётное звание « Город Воинской Славы ».
3 мая 2018 года, в канун 73-й годовщины Победы, на доме, где долгое время жил ветеран, была открыта мемориальная доска.

## Награды и признание
- Звание Почетный гражданин города  Ростова-на-Дону (1999) - за заслуги в области социальной поддержки ветеранов.
- Орден Атамана Платова (2017) - за многолетнюю работу по патриотическому воспитанию детей и молодежи, а также значительный вклад в социально-экономическое развитие города.[4]
- Орден Почета (2001) №1207
- Орден Красной Звезды № 3598900
- Орден За службу Родине в Вооружённых Силах СССР III степени №2631

## Память

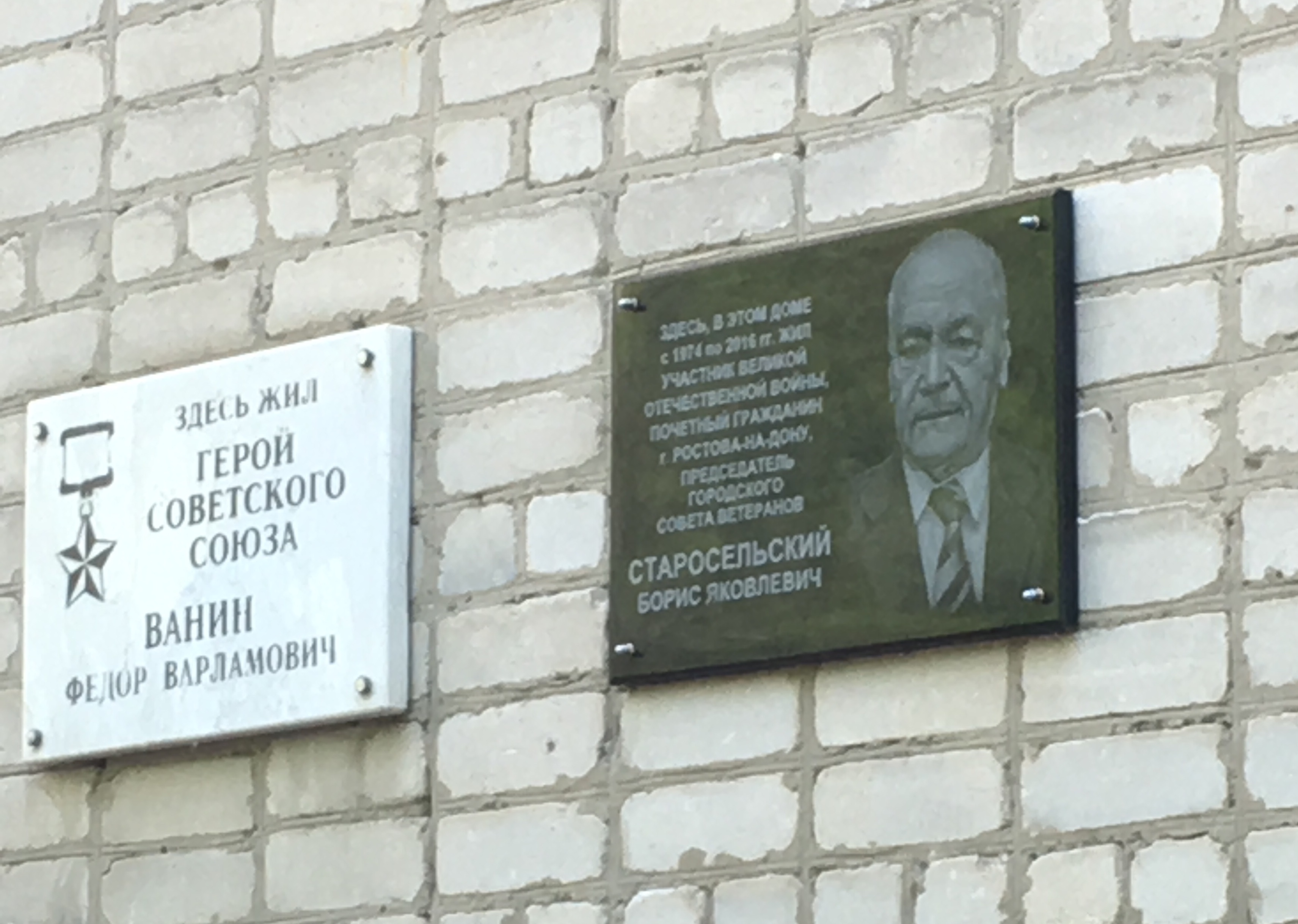
Мемориальная доска
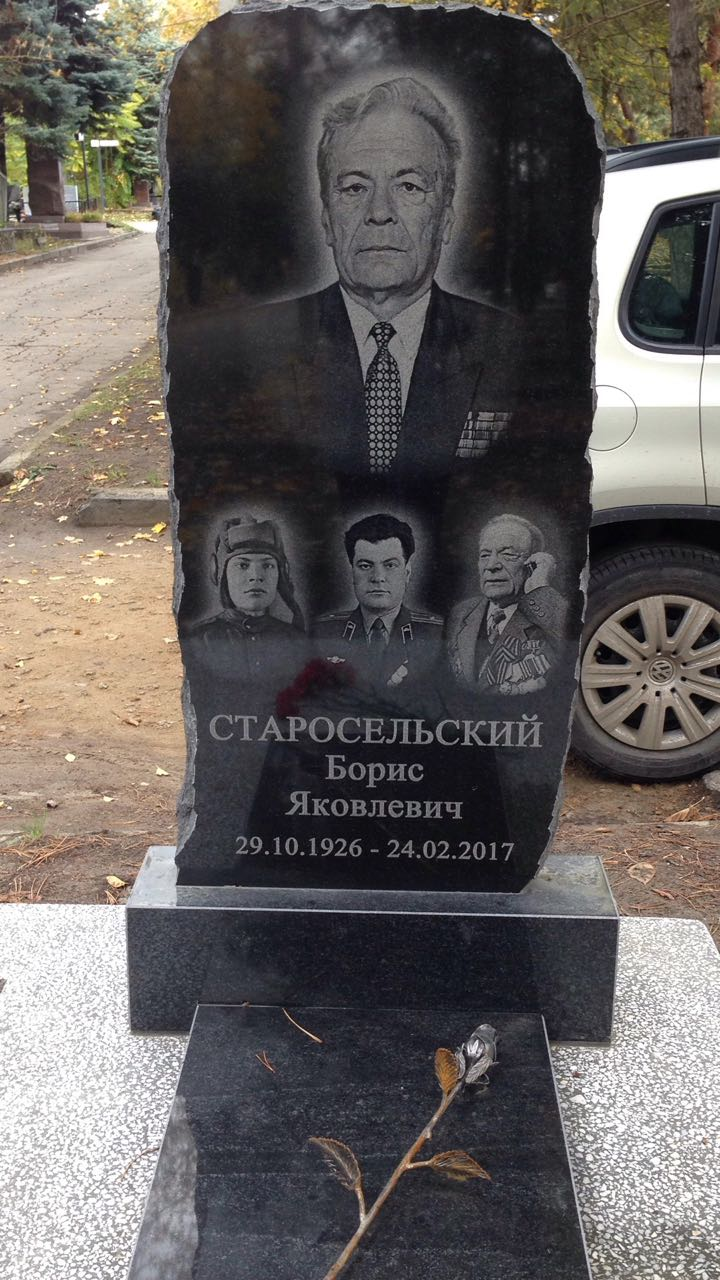
Памятник на Аллее Героев Северного кладбища г. Ростова-на-Дону